# Карло Бонапарта
Карло Марија Бонапарта (Ајачо, 7. март 1746 — Монпеље, 24. фебруар 1785) је био корзикански адвокат и политичар, који је кратко радио као асистент револуционарног лидера Пасвале Паоли, а касније је постао корзикански представник на двору Луја XVI. После његове смрти, његов син Наполеон Бонапарта постаје цар Француске, а још неколико његових синова добија краљевске титуле од свог брата Наполеона.

## Биографија
Карло Марија Бонапарта се родио у граду Ајачо на Корзици, као најмлађи од троје деце у породици. Његов отац Ђузепе Буонапарте је био политичар. Карло је у почетку следио очеве стопе и студирао је да постане адвокат. Право је студирао на универзитету у Пизи, али је напустио студије да би се оженио Маријом Летицијом Рамолино. И Карло и Марија су били из племићких корзиканских породица. Они су били врло млади када су се венчали (Карло је имао 17. година а Марија 14. година).
Након венчања, Карло је радио као секретар и лични асистент Пасквала Паолија. Паоли га је 1766. година послао у Рим на преговоре са папом Климентом XIII. Карло је уживао за време свог боравка у Риму, али из непознатих разлога је био присиљен да се врати на Корзику.
Када су Французи заузели Корзику, многи од присталица Паолија су били приморани да беже са Корзике. Иако је Карло био на страни Паолија, није побегао. Убрзо након француског освајања острва, Карло Буонапарте је прихватио нову власт. Нова власт га је лепо примила. Кратко након тога је постао доктор на Универзитету у Пизи (27. новембра 1769). У априлу 1770, француска администрација је створила корзикански ред племства. Карло је постао посланик у горњем дому Савета Корзике (11. децембар 1769), и заменик протектора краља Француске у Ајачу, 1770. године. Племство Карла Буонапарте је потврђено 13. септембра 1771. године. У фебруару 1771. је добио функцију судског помоћника у суду у Ајачију, функцију заступника племста у Генералној скупштини Корзике 13. септембра 1771, члана савета дванаест племића у Дили (западна Корзика) у мају 1772, заступника племства Корзике на француском двору у јулу 1777. и коначно 1778. је именован за представника Корзике на двору Луја XVI у Версају.
Упркос томе што је имао много функција, његова незадовољна природа увела га је у многе ризичне послове. Потраживао је велику земљу и новац, али његови успеси су били ограничени и брзо је осиромашио. Његова склоност коцкању му је додатно отежала ситуацију. Карло је оставио поруку у свом рачуноводственој бележници:
У Паризу, добио сам 4.000 франака од краља и накнаду од 1.000 круна од владе, али сам се вратио без динара.
Од 1782. године, његово здравље је почело да слаби. Отишао је у Монпеље, да затражи лекарску помоћ. Тамо су му рекли да болује од рака желуца. Карло Буонапарте је умро 24. фебруара 1785. године. Због слабог вођења рачуна о новцу, своју жену и осморо деце је оставио без новца.

## Породица

### Родитељи
| име                        | слика | датум рођења       | датум смрти        |
| -------------------------- | ----- | ------------------ | ------------------ |
| Ђузепе Бонапарта           |       | 31. мај 1713.      | 13. децембар 1763. |
| Марија Саверија Паравићини |       | 7. септембар 1715. | пре 1750.          |

### Супружник
| име                      | слика | датум рођења     | датум смрти      |
| ------------------------ | ----- | ---------------- | ---------------- |
| Марија Летиција Рамолино |       | 24. август 1750. | 2. фебруар 1836. |

### Деца
| име                          | слика | датум рођења       | датум смрти        | супружник                                                          |
| ---------------------------- | ----- | ------------------ | ------------------ | ------------------------------------------------------------------ |
| Наполеон Бонапарта           |       | 1764. / 1765.      | 17. август 1765.   | умро у детињству                                                   |
| Марија Ана Бонапарта         |       | 3. јануар 1767.    | 1. јануар 1768.    | умрла у детињству                                                  |
| Хозе I                       |       | 7. јануар 1768.    | 28. јул 1844.      | Жули Клари                                                         |
| Наполеон I                   |       | 15. август 1769.   | 5. мај 1821.       | Жозефина де Боарне; Марија Лујза од Аустрије                       |
| Марија Бонапарта             |       | 1770.              | 1770.              | умрла у детињству                                                  |
| Марија Ана Паулина Бонапарта |       | 14. јул 1771.      | 23. новембар 1771. | умрла у детињству                                                  |
| тек рођено дете              |       | 1773.              | 1773.              | умрло на дан рођења                                                |
| Лисијен Бонапарта            |       | 21. мај 1775.      | 29. јун 1840.      | Кристин Бојер; Александрин де Блешамп                              |
| Елиза Бонапарта              |       | 3. јануар 1777.    | 7. август 1820.    | Фелиће Пасквале Бакиоћи Левој                                      |
| Лодевијк I                   |       | 2. септембар 1778. | 25. јул 1846.      | Хортензија де Боарне                                               |
| Полина Бонапарта             |       | 20. октобар 1780.  | 9. јун 1825.       | Шарл Леклерк; Камило Боргезе                                       |
| Каролина Бонапарта           |       | 25. март 1782.     | 18. мај 1839.      | Жоашен Мира; Франческо Макдоналд                                   |
| Жером I                      |       | 15. новембар 1784. | 24. јун 1860.      | Елизабета Патерсон; Катарина од Виртемберга; Ђустина Пекори Суарез |